# Evangélikus Roma Szakkollégium
A Evangélikus Roma Szakkollégium Nyíregyházán működő, 2011-ben alapított szakkollégium, amelyet a Magyarországi Evangélikus Egyház tart fenn.

## Bemutatása

### A Keresztény Roma Szakkollégiumi Hálózat
2011 márciusában a magyarországi történelmi egyházak képviselői, valamint a Közigazgatási és Igazságügyi Minisztérium társadalmi felzárkóztatásért felelős államtitkára megállapodtak a Keresztény Roma Szakkollégiumi Hálózat (KRSZH) létrehozásáról. A kezdeményezés célja az volt, hogy létrehozzon egy olyan fiatal cigány generációt, amely szakmailag és morálisan is megerősödött, képes megérteni a többségi társadalom elvárásait, miközben tisztában van saját közössége szükségleteivel, és elkötelezett a párbeszéd és az együttműködés pozitív irányú alakításában.
A KRSZH alapító tagjai a következők:
- Jezsuita Roma Szakkollégium, Budapest
- Wáli István Református Cigány Szakkollégium, Debrecen
- Görögkatolikus Roma Szakkollégium, Miskolc
- Evangélikus Roma Szakkollégium, Nyíregyháza

A következő években újabb egyházi fenntartású szakkollégiumok jöttek létre: a Szegedi Keresztény Roma Szakkollégium, a Budapesti Református Cigány Szakkollégium, a Szent Miklós Görögkatolikus Roma Szakkollégium Debrecenben, valamint a Pécsi Evangélikus Roma Szakkollégium. A felsőoktatási intézmények is indítottak cigány szakkollégiumokat, így Kaposváron a Szentandrássy István Egyetemi Roma Szakkollégium, Hajdúböszörményben a Lippai Balázs Roma Szakkollégium, és Egerben az EKKE Roma Szakkollégium működik. A Roma Szakkollégiumok Egyesülete immár összesen 11 intézményt fog össze.
A KRSZH keretében működő szakkollégiumok közös célok érdekében jöttek létre, és együttes irányelvek szerint működnek, azonban szakkollégiumonként eltérhetnek a módszerek és a hangsúlyok. Minden szakkollégium esetében azonban biztosítják a sikeres felsőoktatási tanulmányok támogatását, emellett a hallgatók részt vesznek egy külön kollégiumi programban, amely kötelező és választható kurzusokat, valamint közösségi és kulturális programokat tartalmaz. A szakkollégisták többsége roma származásúnak vallja magát, de az integráció jegyében ez nem kizárólagos követelmény a felvételi folyamat során.
A diákok teljesítményüktől és szociális helyzetüktől függően tanulmányi és szociális ösztöndíjban is részesülhetnek.

## Az Evangélikus Roma Szakkollégium
Az Evangélikus Roma Szakkollégium célkitűzésének tekinti, hogy hozzájáruljon a közéleti feladatvállalás iránt elkötelezett, aktív társadalmi párbeszédet folytató sikeres magyar /cigány és nem cigány/ értelmiségiek formálásához, akik a szakmai kiválóságot ötvözik a társadalmi és szociális kérdések iránti érzékenységgel. Ezt segítik elő a három modul különböző tárgyai:

### Spirituális modul
- Keresztény szellemben folytatott közösségi tevékenységek
- Vallásismeret /kereszténység, zsidóság, iszlám, buddhizmus, hinduizmus, kínai vallások/
- Ökumenikus egyházismeret
- Bibliaismeret
- Egyháztörténet

### Kulturális modul
- A cigányság története, népismeret, szociológiai jellemzők / kulturális antropológia
- Művészetek /irodalom, képzőművészet, zene, tánc, színház és színjátszás/
- Cigányok az oktatásban
- Cigányok a munkaerőpiacon
- Kisebbségvédelem, esélyegyenlőség, Európai Unió
- Előítélet-csökkentés, civil kezdeményezések, roma programok

### Közismereti modul
- Multikulturalitás /kulturális ismeretek bővítése, programok szervezése/
- Magyar közigazgatás
- Szociális alapismeretek /ellátásformák, intézmények, szervezetek/
- Szociológiai alapismeretek
- Források megszerzése
- Angol nyelvi felzárkóztatás /alternatív módszerekkel/
- Szakmai programunkat tematikus hétvégéken, tréningeken, a személyiségfejlesztést célzó egyéni foglalkozásokon valósítjuk meg. A szakkollégistákat mentorok segítik, hogy hátrányos helyzetüket leküzdve a velük szemben támasztott elvárásoknak meg tudjanak felelni. A tutorok a szakmai, tanulmányi előmenetelt támogatják.

Az Evangélikus Roma Szakkollégium a Nyíregyházi Egyetem Campusán működik (4400 Nyíregyháza, Sóstói út 31/B) és növendékei a két nyíregyházi felsőoktatási intézmény – a Nyíregyházi Egyetem és a Debreceni Egyetem OEC Egészségügyi Kar – különböző szakjain tanuló hallgatók köréből kerülnek ki.